# Зуав у моста Альма
Зуав, известный как Зуав у моста Альма (фр. Zouave du pont de l'Alma), — каменная статуя скульптора Жоржа Дьеболя, созданная в 1856 году. Является одной из четырёх скульптур, представлявших войска, участвовавших в Крымской войне, которые были первоначально установлены на сваях старого моста Альма в Париже. В наши дни это единственная из скульптур, оставшаяся на своем месте.
Неофициальный индикатор наводнений в Париже.

## Описание
Изображенный воин одет в форму зуавов (полки Северной Африки): короткую приталенную куртку без пуговиц, широкий парусиновый пояс, пышные бриджи, гетры и леггинсы, на голове феска. Он прислоняется к флагам, опирается на винтовку и смотрит вправо.
Статуя имеет высоту 5,2 метра и весит 8 тонн.

## История
Мост получил свое название в честь Сражения на Альме в Крыму, где особенно отличился Третий полк зуавов.
Между 1970 и 1974 годами мост был перестроен по причине узости и оседлости первоначального моста, и статуи Егерь, Артиллерист и Гренадер были перенесены в другие места. У нового моста осталась единственная старая свая со стороны правого берега Сены (8 округ Парижа), где сохранилась только статуя Зуава.

## Расположение
Зуав находится у подножия моста Альма, вверх по течению от моста (правый берег Сены).
Ближайшая станция метро Альма-Марсо.

## Популярность
Согласно парижской традиции, когда «Зуав стоит в воде», это значит, что Сена выходит из берегов. Во время исторического наводнения 1910 года уровень Сены поднялся до 8,62 метра и вода достигла плеч Зуава. Однако, в связи с реконструкцией моста в 1970 году и перемещением статуи, уровень, на котором Зуав находится сегодня, изменился.
Зуав часто оказывался в воде и пережил множество исторических наводнений, особенно в 1910, 1924, 1945, 1955, 1982, 1988, 1995, 1999, 2001, 2013, 2016, 2018, 2021 годах.

## Фотогалерея
| - Зуав у Моста Альма в феврале 1924 года - Зуав у Моста Альма в августе 2012 года - Зуав у Моста Альма в феврале 2021 года - Схема крупнейших наводнений, зафиксированных на Зуаве у моста Альма, фото Ж. М. Депле |